# 福佬
福佬原為廣府民系及客家民系稱呼閩民系之外稱，後來亦內化為部分閩人的自稱。由於閩語分支眾多，「福佬話」可以是多種方言的自稱或他稱。
近代閩南語族群分布於閩南、粵東、浙南等地，與漳州府的詔安、雲霄、平和、南靖等四個縣的客家人及隆教、赤岭、湖西畲族鄉的畲族及新近移民者為居鄰。

## 名稱表記及釋義
有關此族群的漢字寫法有下列幾個：
- 學老（學佬）：據清代文獻，指出此一詞語是客家民系對閩南民系的稱謂之一，應在17世紀初已出現，客語與「鶴老」同音。[4]。
- 鶴老（鶴佬）：據清代文獻，指出此一詞語是客家民系對閩南民系的稱謂之一，應在17世紀初已出現，客語與「學老」同音。後來該詞成為部份閩南人的自稱[4]。
- 福老（福佬）：據清代文獻，指出此一詞語是廣府民系對閩南民系的稱謂，即「福建佬」（福建人）之意[5][6][7][8]。
- 河佬（河老）：依明末清初顧炎武在《天下郡國利病書·福建》中收錄郭造卿《防閩山寇議》的記載：「漳猺人與虔汀潮循接壤處……常稱城邑人為河老，謂自河南遷來畏之，繇陳元光將卒始也[9]。」
- 河洛：連橫以「河洛」來對應，「ho11 lo53」一詞，吳槐於〈河洛話叢談〉中亦以河洛稱之，「閩南語，俗謂之河洛話。書之者或作河老或作福老，學老，間至有書老作佬作狫者。由涵義而言，由造語而言，竊以為莫愈於河洛二字。不獨音諧而意賅，且為數千年來之成語。洛古時音近老，今語言仍然．」[10]

## 臺灣境內語用

### 福佬
目前最早「hoklo」文獻出現在美國漢學家衛三畏（曾在廣州生活）於同治甲戌年（1874年）編輯的《漢英韻府》一書。1894年，台灣閩南人盧德嘉《鳳山縣採訪冊》出現「粵稱閩人曰福老，謂福建人也」。但古籍對此詞最早的漢字記錄並非「福佬」而是「河老」，可見起初並沒有「福佬」這種表記方式。台灣學者洪惟仁更指出，「福佬」兩字的客家話讀音是「fuk-ló」而非「hok-ló」，若稱「hok」音是由「福」字而來實在牽強 。
2011年台灣客家人法律學者傅雲欽則認為：「溯本追源，『ho̍h-ló人』是由『鶴佬人』而來。『鶴佬人』是由『hok55佬人』而來。『hok55佬人』是由『福建人』而來。不論ho̍h-ló話的『hoh55[11]-lo53[55]』和客家話的『hok55-loh31』，都跟『福』、『福建』有關係。音轉來變去，混淆視聽，這應該都是各族群對漢字發音不同惹出來的麻煩。」

#### 自稱與他稱
鶴老人是針對日常使用閩南語者的族群之稱呼，是閩南民系的一支。多數的閩南族群會以居住地區或使用語言自稱，而不是血緣上的分類，比如雷州話人口自稱「雷州人」或「講黎人」；潮州話人口自稱潮州人，泉漳片泉州話人口自稱泉州人，漳州話人口自稱漳州人等。潮汕地區有俗語：『大埔無hok（福），澄海無客』，但也有說法稱大埔無『白』或無『潮』。早期閩南人不會自稱hoklo。後來因客家人對閩南人的俗稱漸傳漸廣，近代多數閩南人承認甚至自稱福佬人。

#### 爭論「佬」字在粵語與客家話是否蔑稱
1907年，广府人黃節編輯的《廣東鄉土地理教科書》出現了「廣東種族有曰客家、福狫族，非漢種亦非粵種」；福佬一詞變成具污蔑性的福狫。爾後彼時屬潮州府大埔縣的溫廷敬、鄒魯與落籍廣東省海陽縣（現潮安縣）的丘逢甲結合文人，與廣府人以文章互相批評，「福佬」一詞也開始為人所知。
粵語方面，1990年張壽祺指出粵語裡「佬」字未必是個蔑稱。

### 河洛
連橫以「河洛」來對應，「ho11 lo53」一詞，吳槐於〈河洛話叢談〉(1959年)中亦以河洛稱之，「閩南語，俗謂之河洛話。書之者或作河老或作福老，學老，間至有書老作佬作狫者。由涵義而言，由造語而言，竊以為莫愈於河洛二字。不獨音諧而意賅，且為數千年來之成語。洛古時音近老，今語言仍然．」
清大教育學程中心台語講師梁烱輝主張，台語「ho11 lo53」一詞，對應漢字「河洛」二字，不但可資說明臺灣閩南語族的發源地，在語音變化的學理說明上更具證據力．反觀「貉獠」、「福佬」皆為近人虛構之詞，實不足取．而「貉獠」一詞的創作者更自覺此詞不雅，因此，又虛擬一詞「賀佬」，進而又虛擬「鶴佬」以自解，臺灣閩南語族有以「鶴佬」自稱者，實肇基於此．而『獠』音為liau55或liau11，不是loh31，貊音[bik8]，不但音韻不類「ho11lo53」之「ho11」，所指實為周代東北地區的民族，即今韓國北方的民族，與台灣閩南族群無關。
然而語言學者洪惟仁則不認爲「Ho̍h-ló」等同於「河洛」（hô-lo̍k），因為由語音學上判斷，「洛」字屬於入聲字（lo̍k），而「ló」則是上聲字。並以「鶴佬」表示。一說臺語人士來自福建（Hok-kiàn），故客家人稱之鶴佬（Hok-lo），臺語據字讀成「Hō-ló」，連橫不知緣由，誤為河洛謠傳至今。
2011年，台灣客家學者傅雲欽指：「客家人也是來自黃河、洛水，同樣源遠流長，為何沒自稱『河洛人』，而去稱別的族群為『河洛人』？故『河洛』一說，可能是中原意識作祟的結果」；又考證「要找ho̍h-ló的漢字寫法，必須該漢字寫法與ho̍h-ló話的音hoh55[11]-lo53[55]及客家話的音hok55-loh31兩邊都有關係，講得通才行。『河洛』一詞只勉強符合ho̍h-ló話一邊，顯然不合條件。」並指出在台灣多有將「福佬」美稱為「河洛」的現象，並將祖先附會為中原黃河一帶。
2008年美國加州聖地牙哥台灣同鄉會的朱真一：「『河洛』及『貉獠』之爭的核心，在於台灣人的『正統漢人』的幻想。像台灣漢學教育協會秘書長梁炯輝所寫，這是『台灣閩南語族民族自尊心的淪喪』，若不用『河洛』一詞，那麼『民族文化的教育與傳承必將失去意義，所作的一切努力，終將成為空談』。可見不少台灣人不論Holo或客家，對『河洛』或『中原』意識有不少的憧憬。」
1987年林春地：「現時咱在台灣的姓林的（大廳掛的）燈號書『西河』，姓陳的燈號作『穎川』，姓李『隴西』等都在現時的陝西省一帶」、「另外閩南語就是「清朝尾期」即開始的新名詞，亦是古早的陝西話」

### 河佬
1985年曾出版台灣語言學家洪惟仁的著作《臺灣河佬語聲調研究》

### 貉獠
洪惟仁曾考證指ho̍h-ló本字乃「貉獠」，此說廣同爭議，例如2011年傅雲欽撰文「洪惟仁教授進一步指出ho̍h-ló的客家話發音是hok55-loh31。而『福佬』一詞的客家話發音是fuk31-loh31，音差很大。他認為ho̍h-ló話的hoh55[11]-lo53[55]或客家話的hok55-loh31都跟『福』無關，也跟『福建』無關。他說根據他和謝重光教授的考證，客家話的hok55-loh31的漢字寫法是『貉獠』（野獸之類），是客家人歧視ho̍h-ló人的名稱。不過《客英大辭典》，『貉』的客家音為hok55，沒錯。但『獠』為liau55或liau11，不是loh31。[...]從而，以『貉獠』當hok55-loh31的漢字寫法，在音韻上並不相合。」
另，貉獠說支持者，以《周禮》：「職方氏．掌天下之圖，以掌天下之地。辨其邦國都鄙四夷八蠻七閩九貉五戎六狄之人民。」作為援引，然「貉」指的是東北方的民族蔑稱，「七閩」則為中國南方古部落的蔑稱，活動範圍較接近福建一帶，以「貉」來解釋ho̍h-ló作為台灣閩南人的代稱並不符合事實，九貉又為貊人的別稱，被朝鮮族認為是其先民之一．
「貉獠」於文獻上並無用來代指閩南人的記載，唯出現在顧炎武的《天下郡國利病書》引廣東《［萬曆］永安縣志》：「上鎮黃花北近藍能、大小逕，東出程，揭貉獠坪、南嶺，南通螺溪、馬公寨、黃峒、新村、捲蓬，南𢕸𢕸、松坑、碗窰。」，「貉獠坪」作為廣東的地名，也和福建或閩南一帶無關．「貉」一詞亦並非只是北方人對南方人的蔑稱，如漢書記載，「臣聞秦時。北攻胡貉。築塞河上。南攻揚粵。置戍卒焉。其起兵而攻胡粵者。非以衛地而救民死也...夫胡貉之地。積陰之處也。木皮三寸。冰厚六尺。食肉而飲酪。其人密理。鳥獸毳毛。其性能寒。楊粵之地。少陰多陽。其人疏理。鳥獸希毛。其性能暑。」亦為北方族群之蔑稱，與揚州、南越之地之族群有別．「獠」字亦代指畲族，代稱「蠻獠」，若以《［康熙］平和縣志》（知縣王相總纂）「閩省凡深山窮谷之處，每多此種，錯處汀潮接壤之間...居無常所，視其山之腴瘠，瘠則去焉。...土人稱之曰客，彼稱土人曰河老」畲族被當時漳州閩人稱為「客」，閩人被「客」稱為「河老」，若「河老」為「貉獠」，畲族被稱為「獠」，稱閩族又為「獠」互相矛盾，不符合學者所假設的「以中原人自居的廣東客家人借用此詞，來貶抑閩南人是犬科動物」的說法．

## 延伸閱讀
- 十多位學者對「福佬」的考證被輯錄至傅雲欽的個人網站. （原始内容存档于2020-07-08）.

- 衛三畏：《漢英韻府》
- 黃晦聞：《廣東鄉土地理教科書》
- 林媽利：《我們流著不同的血液》
- 林安吾：《培養公民素養 開拓人文胸懷》
- Data links early settlers to African diaspora （页面存档备份，存于）